# Пакт о взаимопомощи между СССР и Латвийской Республикой
Пакт о взаимопомощи между СССР и Латвийской Республикой (латыш. Savstarpējās palīdzības pakts starp Latviju un PSRS) — международный договор, подписанный в Москве 5 октября 1939 года председателем Совнаркома и наркомом иностранных дел СССР В. М. Молотовым и министром иностранных дел Латвии В. Мунтерсом.

## Предпосылки заключения договора
1 сентября 1939 года началась Вторая мировая война, в которой Латвия не имела возможности вести самостоятельную борьбу. Подписанием Договора о ненападении 23 августа 1939 года Германия и СССР разграничили сферы своего влияния в Центральной и Восточной Европе. Согласно этому договору, Латвия была отнесена к сфере интересов СССР. Таким образом, более тесное взаимодействие между Латвией и СССР стало неизбежно.
Министры правительства Улманиса поддержали подписание пакта о взаимопомощи с СССР единогласно.
10 октября министр иностранных дел Латвии Вильгельм Мунтерс выступил перед прессой с сообщением о Пакте, объяснив, что «в военных условиях следует понимать стремление СССР укрепить свои позиции на побережье Восточной Балтики». «Невовлечение Латвии в войну было основной задачей нашей внешней политики», — подчеркнул министр.

## Содержание договора
Статья I предусматривала обязательства сторон оказывать друг другу помощь, в том числе военную, «в случае возникновения прямого нападения или угрозы нападения со стороны любой великой европейской державы по отношению морских границ Договаривающихся Сторон в Балтийском море или сухопутных их границ через территорию Эстонской или Литовской Республик, а равно и указанных в статье III баз». Статья III предусматривала размещение в Латвии на условиях аренды советских военно-морских баз (в Лиепае и Вентспилсе), базы береговой артиллерии (между Вентспилсом и Питрагсом) и аэродромов (места должны были быть определены дополнительным соглашением).
Одновременно с заключением Пакта о взаимопомощи, в качестве приложения к нему был принят конфиденциальный протокол, предусматривавший право СССР до окончания войны в Европе держать на аэродромах и базах Латвийской Республики гарнизоны численностью до 25 000 человек.
23 октября в Риге членами военных комиссий РККА (во главе с комкором Болдиным) и Латвийской армии (во главе с генералом Гартманисом) был подписан протокол соглашения о размещении войсковых частей СССР на территории Латвии, предусмотренного статьёй III Пакта.
Статьёй VI предусматривалось вступление пакта в силу в день обмена актами о ратификации, что состоялось 11 октября в Риге. Срок действия пакта, согласно статье VI, — 10 лет, с автоматическим продлением на 10 лет, если за год до истечения срока действия ни одна сторона не денонсирует пакт. Пакт был зарегистрирован в Регистре договоров Секретариата в соответствии со статьёй 18 Устава Лиги наций 6 ноября 1939 года.

## Реализация договора
29 октября 1939 года первый поезд с советскими военнослужащими пересёк границу Латвии. На пограничной станции Зилупе в честь этого события был выставлен почётный караул, командование советской части приветствовал командир Латгальской дивизии.
По Пакту о взаимопомощи Латвия обязалась заботиться о пополнении вооружения, так как в случае нападения стороны должны будут обороняться совместно. В ноябре 1939 года в государственный фонд обороны было собрано 2.5 млн латов. В феврале 1940 года Карлис Улманис выступил на радио с речью о необходимости дальнейшего сбора пожертвований на оборону.
Соглашение о торговом обороте между Латвией и СССР от 18 октября 1939 года предусматривало его четырёхкратный рост — до 60 млн латов. Для сравнения, в 1938 году СССР поставил в Латвию продукции на 8,4 млн латов, а Латвия продала Советскому Союзу продукции на 7,6 млн латов.
После заключения Пакта Латвия также перенимает хозяйственный опыт СССР, например в плане создания станций совместного использования сельскохозяйственных машин (по аналогии с машинно-тракторными станциями в СССР).
Заключение Пакта и репатриация прибалтийских немцев вызвали волну слухов о скором включении Латвии в состав СССР. Однако правительство через прессу называло эти слухи безосновательными.